# Rundfunkjahr 1979

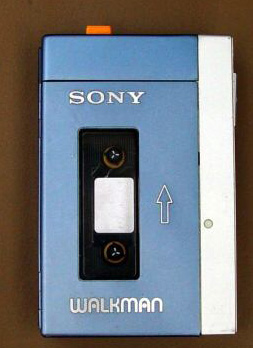
1979: Der Sony TPS-L2, der erste Walkman der Welt, kommt auf den Markt

Liste der Rundfunkjahre

◄◄ | ◄ | 1975 | 1976 | 1977 | 1978 | Rundfunkjahr 1979 | 1980 | 1981 | 1982 | 1983 | ► | ►►

Weitere Ereignisse

## Allgemein
- In Griechenland wird das Farbfernsehen eingeführt, zunächst nach dem französischen SECAM-Verfahren. In den 1990er Jahren erfolgte dort der Wechsel zum deutschen PAL-System.
- Der US-amerikanische Elektronikhersteller Atari bringt mit dem Atari 400 seinen ersten Heimcomputer auf den Markt.
- Sony stellt mit dem TPS-L2 seinen ersten Walkman der Öffentlichkeit vor. Die kleinen, batteriebetriebenen Kompaktkassettenabspielgeräte finden rasch Verbreitung und sind bald aus der Jugendkultur kaum noch wegzudenken. Kurz darauf bieten auch andere Hersteller ähnliche Produkte an. In rascher Folge bringt Sony immer wieder verbesserte Modelle auf den Markt und schreibt damit nicht nur Technik-, sondern auch Designgeschichte.
- Grundig und Philips bringen das Videoformat Video 2000 auf den Markt. Die Kassetten, die ähnliche Abmessungen wie das Konkurrenzsystem VHS aufweisen, sind beidseitig bespielbar und bieten somit eine Aufnahmedauer von bis zu 8 Stunden. Video 2000 kann sich aber weder gegen Betamax noch gegen VHS durchsetzen, die zu dieser Zeit schon zu starke Marktanteile gewonnen haben.
- Die japanische Panasonic Corporation lässt ein Patent auf einen LC-Bildschirm anmelden.
- Die Islamische Revolution im Iran und die Rückkehr Khomeinis aus dem Exil wird in den Monaten zuvor unter anderem mittels tausender von Audiokassetten mit Reden des schiitischen Religionsführers vorbereitet, die in das Land geschmuggelt werden. Damit konnten die von der staatlichen Zensurbehörde kontrollierten Massenmedien umgangen werden.
- 3./4. Juli – Niedersachsen schließt sich der Kündigung des NDR-Staatsvertrags durch Schleswig-Holstein an.[1]
- 22. September – Die Bundesregierung stoppt die von der Bundespost geplante Verkabelung von elf deutschen Großstädten.[1]

## Hörfunk
- Nach zwölf Jahren an der Spitze des österreichischen Popsenders Ö3 wird Ernst Grissemann in dieser Funktion von Rudolf Klausnitzer abgelöst.
- 18. Februar – Der Deutschlandfunk nimmt seinen Betrieb aus dem neu errichteten Funkhaus in Köln-Bayenthal auf.
- 16. April – Die erste Ausgabe der Magazinsendung Diagonal geht als „akustische Feiertagsbeilage“ auf Ö1 über den Äther. Thema ist das „Orwelljahr“ 1984.
- Juli – Der Rundfunk des Iran stellt nach der Islamischen Revolution die Ausstrahlung von Popmusik aus religiösen Gründen ein.
- 16. Juli – Auf Ö3 wird die Reihe Radio Holiday ins Leben gerufen.
- 23. August – Sendestart von Blue Danube Radio in Wien. Der Sender, der anfangs unter dem Namen Ö3 International auftritt, sendet in englischer Sprache und wird anlässlich der Eröffnung der Wiener UNO-City ins Leben gerufen.
- 9. September – ARD-Korrespondent Eberhard Piltz vom BR wird wegen angeblich falscher und unfairer Berichterstattung aus dem Iran ausgewiesen.
- 5. November – Die US-amerikanische Senderkette National Public Radio strahlt erstmals ihre Vormittagssendung Morning Edition aus.
- 28. November – Mittels eines starken UKW-Senders auf dem 2.948 Meter hohen Pizzo Groppera an der italienisch-schweizerischen Grenze ist Radio 24 als Piratensender bis in die Region Zürich gut zu empfangen.

## Fernsehen

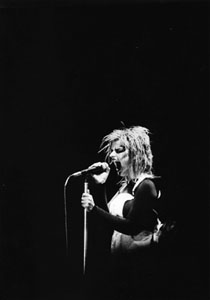
1979: Ein Club 2-Auftritt von Nina Hagen sorgt in Österreich für einen Fernsehskandal

- Die Kunstfigur Dame Edna Everage des australischen Comedians Barry Humphries tritt erstmals in der Mockumentary La Dame aux Gladiolas auf.
- In Griechenland führt die staatliche Elliniki Radiofonia Tileorasi (ERT) Farbfernsehen nach dem französischen SECAM-Verfahren ein.
- Robert Hochner moderiert zum ersten Mal die ZIB 2, die Spätausgabe der Nachrichtensendung Zeit im Bild. Robert Hochner wird bis zu seinem frühen Tod 2001 der prägendste Moderator für das in Österreich damals noch sehr junge Nachrichtenformat.
- 7. Januar – Das Deutsche Fernsehen strahlt vor der Tagesschau und Sportschau Wir über uns aus.
- 15. Januar – FS 2 des ORF beginnt mit der Ausstrahlung von 26 Folgen der kanadischen Produktion Die Abenteuer der Schweizer Familie Robinson.
- 22. bis 27. Januar – Die ARD strahlt in ihren Dritten Programmen die vierteilige Fernsehserie Holocaust – Die Geschichte der Familie Weiss aus, die von bis zu fünfzehn Millionen Menschen verfolgt wird.
- 31. März – Anlässlich des 24. Grand Prix aus Jerusalem wird Farbfernsehen nach der PAL-Norm offiziell in Neuseeland eingeführt.
- 31. März – Nach dem unerwarteten Tod von Peter Frankenfeld im Januar moderiert Harald Juhnke eine Ausgabe der ZDF-ORF-Koproduktion Musik ist Trumpf.
- 10. Juni – Beim ZDF ist die englische Serie Thriller erstmals zu sehen.
- 16. Juni – Das jährliche ZDF Ferienprogramm für Kinder und Jugendliche ist erstmals zu sehen.
- 30. Juni – Im Bayerischen Fernsehen ist die erste Folge der satirischen Reihe Fast wia im richtigen Leben mit Gerhard Polt und Gisela Schneeberger zu sehen.
- 9. Juli – Im Deutschen Fernsehen beginnt in deutscher Erstausstrahlung die englische Serie Die Reise von Charles Darwin.
- 9. August – Während einer Liveausstrahlung der ORF-Diskussionssendung Club 2 mit Gastgeber Dieter Seefranz zum Thema Was ist los mit der Jugendkultur? simuliert Nina Hagen weibliche Masturbationstechniken, was in Österreich zu wochenlangen Diskussionen führt.
- 10. August – Der britische Privatsender ITV ist von einem elfwöchigen Technikerstreik betroffen.
- 25. August – Die Krimiserie Hart to Hart wird auf ABC zum ersten Mal ausgestrahlt.
- 27. August – Der eiserne Gustav ist im Deutschen Fernsehen in deutscher Erstausstrahlung zu sehen.
- 20. September – Die historische Jugendserie Die Magermilchbande ist erstmals im Deutschen Fernsehen zu sehen.
- 19. November – Das ZDF übernimmt zum ersten Mal die kanadische Krimiserie Polizeiarzt Simon Lark.
- 15. Dezember – Sendebeginn der dritten öffentlich-rechtlichen Senderkette Italiens Rai Tre.
- 27. Dezember – In den Fernsehprogrammen von NDR, Radio Bremen und dem SFB ist die erste Folge Kinderserie Hallo Spencer zu sehen.
- 31. Dezember – Im Gemeinschaftsprogramm der ARD (Deutsches Fernsehen) ist die 51. und letzte Folge der Quizsendung Am laufenden Band mit Rudi Carrell zu sehen.

## Geboren
- 29. Januar – Sarah Kuttner, deutsche Fernsehmoderatorin wird in Ost-Berlin geboren.
- 21. Februar – Jennifer Love Hewitt, US-amerikanische Schauspielerin kommt in Waco, Texas zur Welt. Sie wird besonders durch die Rolle der Sarah Reeves in der Jugendserie Party of Five bekannt.
- 19. März – Christoph Kornschober, österreichischer Schauspieler wird in Graz geboren. Kornschober wird im Jahr 2000 österreichweit durch die erste Staffel der Realityshow Taxi Orange bekannt.
- 26. März – Manuel Rubey, österreichischer Sänger und Schauspieler (Aufschneider, 2010, Braunschlag, 2012) wird in Wien geboren.
- 9. April – Keshia Knight Pulliam, US-amerikanische Schauspielerin (Rudy, jüngste Tochter der Huxtables in Die Bill Cosby Show) wird in Newark, New Jersey geboren.
- 2. Juni – Morena Baccarin, US-amerikanische Schauspielerin kommt in Rio de Janeiro zur Welt.
- 27. September – Simone Reuthal, deutsche Radio- und Fernsehmoderatorin wird in Hanau geboren.

## Gestorben
- 4. Januar – Peter Frankenfeld, deutscher Entertainer stirbt 65-jährig in Hamburg.
- 16. Januar – Ted Cassidy, US-amerikanischer Schauspieler stirbt 46-jährig in Los Angeles. Cassedy wurde durch die Rolle des Lurch in der Addams Family bekannt.
- 29. Januar – René Deltgen, luxemburgischer Schauspieler stirbt 69-jährig in Köln. Neben seinen zahlreichen Film- und Fernsehrollen wurde er vor allem durch die Titelrolle in den Hörspiel-Mehrteilern um den englischen Detektive Paul Temple von Francis Durbridge bekannt.
- 21. Februar – Leopold Hainisch, österreichischer Schauspieler und Regisseur stirbt 87-jährig in Hamburg. Hainisch war 1937 bis 1939 Oberspielleiter des Fernsehsenders Paul Nipkow.
- 24. Februar – Hans Pössenbacher, deutscher Schauspieler und vielbeschäftigter Hörfunksprecher stirbt 83-jährig in München
- 29. Mai – Gerhard Freund, österreichischer Schauspieler und Journalist, bis 1967 Fernsehdirektor des ORF, stirbt 53-jährig in Wien.
- 18. Juli – Herbert Hennies, deutscher Schauspieler, Hörspielsprecher, Schriftsteller und Liedtexter stirbt an seinem 79. Geburtstag in Altötting. Er wurde vor allem durch die Rolle des Dieners Charlie in neun der zwölf mehrteiligen Paul-Temple-Hörspiele des NWDR bzw. WDR bekannt.
- 25. Juli – Eric Pohlmann, österreichisch-britischer Schauspieler stirbt 66-jährig in Bad Reichenhall. Er war u. a. Sprecher beim deutschsprachigen Dienst der BBC und neben seinen Auftritten beim Theater und Film auch in zahlreichen, vorwiegend britischen und deutschen Fernsehfilmen und -serien zu sehen.
- 6. Oktober – Tatjana Iwanow, deutsche Schauspielerin und Sängerin stirbt 54-jährig in Hamburg. (* 1925)
- 27. Oktober – Charles Coughlin, US-amerikanischer katholischer Priester und Radioprediger irischer Abstammung stirbt 88-jährig in Birmingham, Michigan. In den 1930er Jahren erlangte er durch seine Predigten mit antisemitischen Untertönen in den USA landesweite Bekanntheit.